# Omega Sagittarii
ω Sagittarii (Omega Sagittarii) ist ein G-Unterriese mit einer scheinbaren visuellen Helligkeit von 4,7 mag. Er ist etwa 26 Parsec von der Erde entfernt. Er befindet sich im Sternbild Schütze und ist einer von vier Sternen des Terebellum.